# برونو برون
برونو برون هو معلم موسيقى وموسيقي (وحمل سابقاً جنسية يوغوسلافيا)، ولد في 14 أغسطس 1910 في هراستنيك في سلوفينيا، وتوفي في 1977 في بلغراد في صربيا.

## وصلات خارجية
- برونو برون على موقع ميوزك برينز (الإنجليزية)
- برونو برون على موقع ديسكوغز (الإنجليزية)